# Єлькіна Марія Сидорівна
Марія Сидорівна Єлькіна (нар. 18 листопада 1945, село Мирнопілля, тепер Арцизького району Одеської області) — українська радянська діячка, новатор сільськогосподарського виробництва, доярка колгоспу «Іскра» Арцизького району Одеської області. Депутат Верховної Ради СРСР 9—11-го скликань (у 1979—1989 роках).

## Біографія
Народилася в селянській родині. Освіта середня спеціальна. Закінчила восьмирічну школу, а у 1983 році — Петрівський радгосп-технікум Одеської області.
З 1960 року — доярка колгоспу «Іскра» села Мирнопілля Арцизького району Одеської області. У 1961 році очолила комсомольсько-молодіжну ланку доярок з числа випускниць школи, які виявили бажання працювати на відстаючій фермі. Незабаром надої молока на фермі зросли у півтора рази, а Марія Єлькіна одержувала понад 4 000 кілограмів молока на фуражну корову.
Потім — на пенсії у селі Мирнопілля Арцизького району Одеської області.

## Нагороди та звання
- орден Трудового Червоного Прапора
- орден Дружби народів
- медалі
- Почесний громадянин Арцизького району (2012)
- звання «Майстер машинного доїння І класу»